# Hillacondji
Hillacondji (parfois Hila-Condji ou Hila-Kondji) est un village et poste frontalier béninois, à une centaine de kilomètres de Cotonou, sur la route nationale RNIE 1.
Situé dans la commune de Grand-Popo dans le département de Mono sur la côte du Golfe de Guinée, Hillacondji est à la frontière togolaise, près de Aného.
En 2012, la construction d’un poste frontalier juxtaposé est entamée entre Hillacondji au Bénin et Sanvee Condji au Togo, à l’instar de celui de Cinkassé entre le Togo et le Burkina Faso.

## Galerie de photos

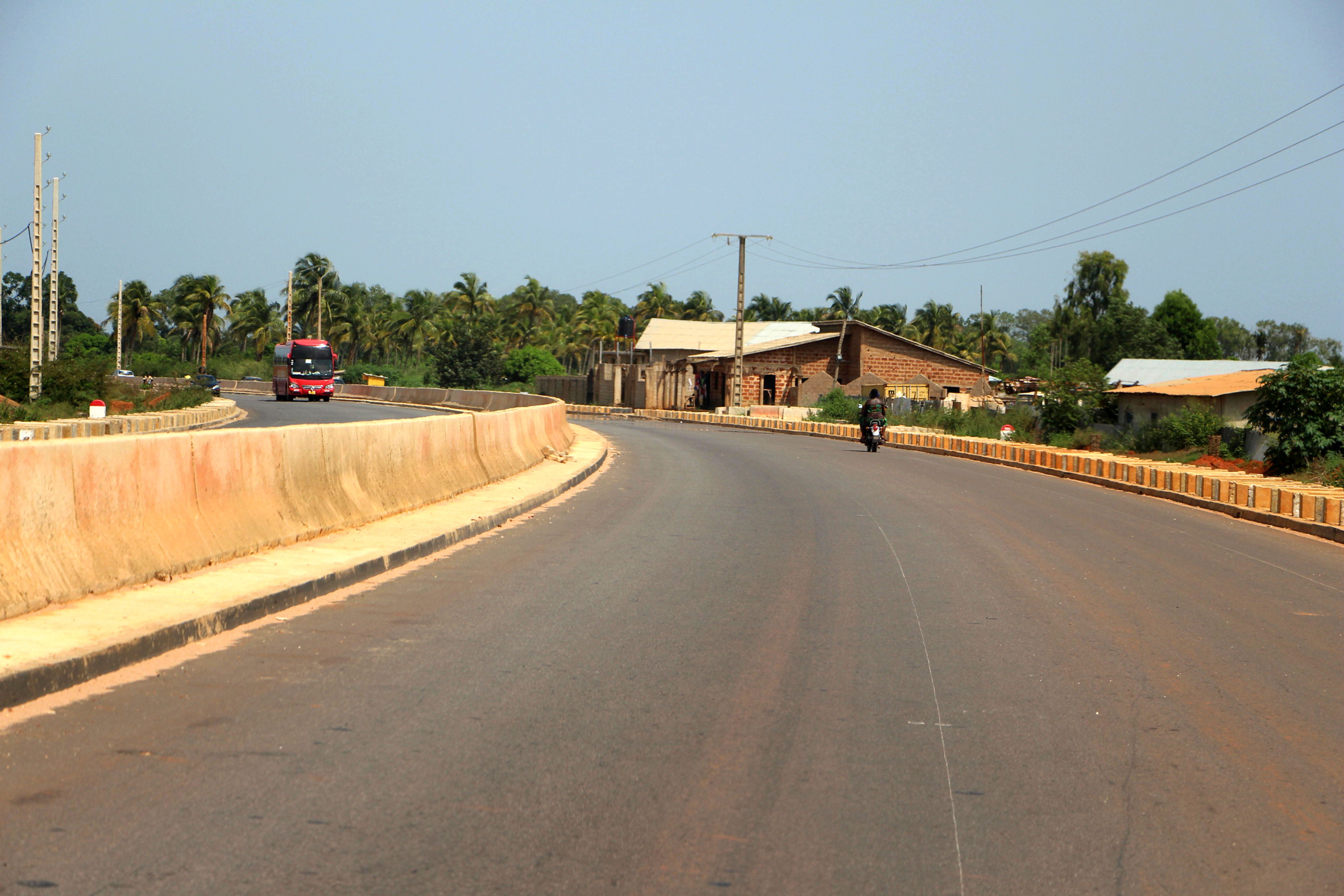
Nouvelle route en construction